# Nomada connectens
Nomada connectens ist eine Biene aus der Familie der Apidae. 

## Merkmale
Die Bienen haben eine Körperlänge von 6 bis 7 Millimeter. Der Kopf und der Thorax der Weibchen sind rot und haben eine braunschwarze Zeichnung. Der Hinterleib ist dunkel braunrot. Das Labrum ist rot und hat mittig eine gezähnte Querkante. Das dritte Fühlerglied ist länger als das vierte. Das Mesonotum und das abgeflachte Schildchen (Scutellum) haben glänzende Zwischenräume zwischen den punktförmigen Strukturen. Die Tergite sind unpunktiert und haben breite, nahezu glatte Hinterränder. Die Schienen (Tibien) der Hinterbeine sind am Ende stumpf und haben zwei auseinander stehende, kurze kleine Dornen. Die Männchen haben einen schwarzen Kopf und Thorax mit gelber Zeichnung. Die Tergite eins bis fünf sind basal mehr oder weniger schwarz, ansonsten rot mit gelben Flecken oder Binden. Das Labrum ist gelb. Es ist vorne glatt und nur schwach punktiert und hat einen Quergrat. Das dritte Fühlerglied ist länger als das vierte. Die mittleren Fühlerglieder sind quadratisch. Das Schildchen ist schwarz. Am Mesonotum haben die Männchen eine lockere weiße Behaarung. Die Schenkel (Femora) der mittleren Beine sind breit, die der hinteren Beine haben basal unten Haarbüschel.

## Vorkommen und Lebensweise
Die Art ist in Süd- und mancherorts in Mitteleuropa verbreitet. Die Tiere fliegen von Mitte Mai bis September. Die Art parasitiert Andrena atrata.

## Belege
Felix Amiet, M. Herrmann, A. Müller, R. Neumeyer: Fauna Helvetica 20: Apidae 5. Centre Suisse de Cartographie de la Faune, 2007, ISBN 978-2-88414-032-4.